# Муавад, Важди
Важди Муавад (фр. Wajdi Mouawad; род. 16 октября 1968, Дейр-эль-Камар, Горный Ливан) — канадский (квебекский) драматург и театральный режиссёр
 ливанского происхождения.

## Биография
Родился 16 октября 1968 года в Дейр-эль-Камаре в Ливане.
В 1976 году вместе с семьей переехал из Ливана во Францию, а в 1983 году — в Квебек.
Увлёкся театром ещё в лицее. В 1991 году закончил Национальную театральную школу в Монреале. В 1990—1999 годах вместе с актрисой Изабель Леблан руководил театральной труппой «ГромкОговоритель» (Théâtre Ô Parleur). В этот период начал писать собственные пьесы. В 2000—2004 годах возглавлял монреальский «Трехгрошовый театр» (Théâtre de Quat’Sous).
В 2004 году поставил фильм по своей пьесе «Побережье». Был приглашённым драматургом на Авиньонском фестивале 2009 года.
Автор нескольких романов, последний из которых — «Анима» (2012) — получил ряд премий во Франции и в Канаде.

## Творчество

### Пьесы
- Partie de cache-cache entre 2 tchécoslovaques au début du siècle (1992)
- Alphonse' (1996)
- Les mains d’Edwige au moment de la naissance (1999)
- Побережье — Littoral (1999)
- Pacamambo (2000)
- Rêves (2002)
- Пожары — Incendies (2003, экранизирована в 2010 году, реж. Дени Вильнёв)
- Willy Protagoras enfermé dans les toilettes (2004)
- Forêts (2006)
- Assoiffés (2007)
- Le soleil ni la mort ne peuvent se regarder en face (2008)
- Seuls — Chemin, texte et peintures (2008)
- Ciels (2009)
- Journée de noces chez les Cromagnons (2011)

### Театральные постановки
- 1992 : Al Malja и L’Exil (Наджи Муавад)
- 1992 : Макбет (Шекспир)
- 1993 : Le Tour du monde de Joe Maquillon (Гислен Бушар)
- 1995 : Tu ne violeras pas (Эдна Мазиа)
- 1995 : Дон-Кихот (по Сервантесу)
- 1997 : Побережье — Littoral
- 1998 : Willy Protagoras enfermé dans les toilettes
- 1998 : На игле (по роману Ирвина Уэлша)
- 1998 : Эдип-царь (Софокл)
- 1999 : Disco Pigs (Энда Уолш)
- 1999 : Троянки (Еврипид)
- 1999 : Побережье — Littoral (Авиньонский фестиваль)
- 2000 : Rêves
- 2000 : Ce n’est pas la manière dont on se l’imagine que Claude et Jacqueline se sont rencontrés (в соавторстве с Эстеллой Кларетон)
- 2000 : Lulu le chant souterrain (Франк Ведекинд)
- 2000 : Reading Hebron (Джейсон Шерман)
- 2001 : Le Mouton et la baleine (Ахмед Газали)
- 2001 : Шесть персонажей в поисках автора (Луиджи Пиранделло)
- 2001 : Рукопись, найденная в Сарагосе (опера Алексиса Нусса)
- 2002 : Три сестры (А.Чехов)
- 2003 : Пожары — Incendies
- 2005 : Ma mère chien (Луиза Бомбардье)
- 2006 : Forêts
- 2007 : Пожары — Incendies (московский театр Et cetera)
- 2008 : Seuls (Авиньонский фестиваль)
- 2009 : Побережье — Littoral, Пожары — Incendies, Forêts, трилогия (Авиньонский фестиваль)
- 2009 : Ciels (Авиньонский фестиваль)
- 2010 : Ciels (театр Одеон)
- 2010 : Побережье — Littoral, Пожары — Incendies, Forêts, трилогия (театр Шайо)
- 2010 : Seuls (Авиньонский фестиваль)
- 2011 : Temps
- 2011 : Женщины — Трахинянки, Антигона, Электра — Des femmes — Les Trachiniennes, Antigone, Électre (Софокл, Авиньонский фестиваль)

## Признание
- Литературная премия генерал-губернатора Канады (2000).
- Кавалер французского Ордена искусств и литературы (2002).
- Премия Мольера лучшему франкоязычному драматургу (2005).
- Офицер Ордена Канады (2009).
- Большая театральная премия Французской Академии (2009).